# Rue du Bailli
Pour les articles homonymes, voir Rue du Bailli.

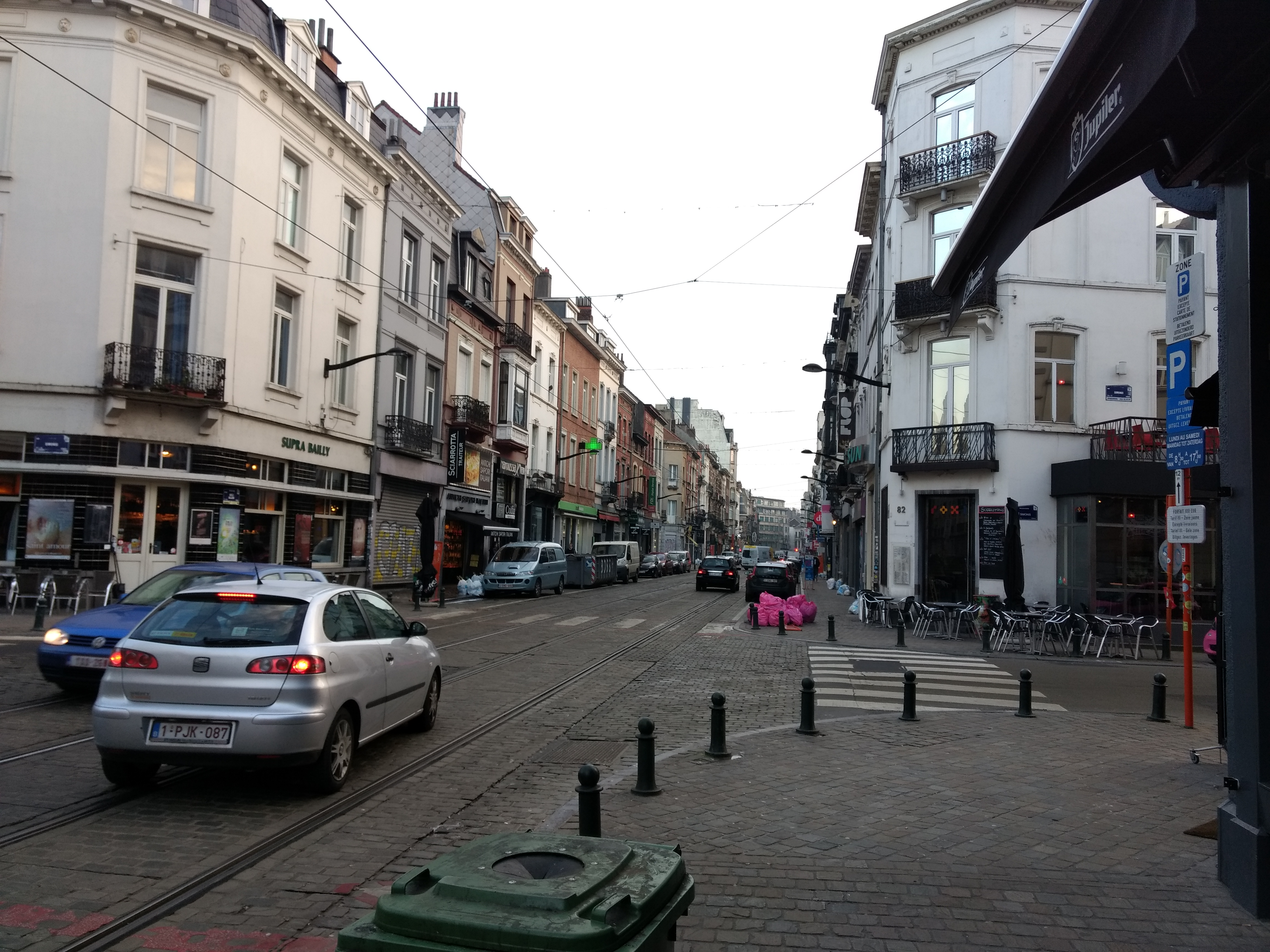

La rue du Bailli (en néerlandais : Baljuwstraat) est une rue commerçante bruxelloise de la commune d'Ixelles qui va de l'avenue Louise au parvis de la Trinité en passant par la rue de Livourne, la rue Faider et la rue Simonis. Le début de la rue du Bailli, du no 1 à 31 et du no 2 à 34, se trouve dans la commune de Bruxelles-ville.
Le bailli était l'agent de l'autorité seigneuriale chargé des affaires administratives et judiciaires.

## Adresses remarquables
- no 75 : La pâtisserie « Aux Caprices du Bailli » est installée dans une maison néoclassique de 1890. Le porche possède deux portes de style Art nouveau. La devanture et l'intérieur de la pâtisserie qui a largement conservé son décor d'origine de style éclectique teinté d'Art nouveau, ont été classés en 2011.